# Торе Верде (Болоња)
Торе Верде (итал. Torre Verde) је насеље у Италији у округу Болоња, региону Емилија-Ромања.
Према процени из 2011. у насељу је живело 139 становника. Насеље се налази на надморској висини од 30 м.